# 永茂站
永茂站是位于湖南永顺县永茂镇的一个铁路车站，邮政编码416712。车站建于1978年，有焦柳铁路经过该站，现仅办理货运业务，不办理客运业务。车站距离月山站995公里，隶属广铁集团，是四等站。